# Timeless 2013 (альбом)
Timeless 2013 — шестой концертный альбом Милен Фармер и пятнадцатый в её карьере. Релиз состоялся 9 декабря 2013 года, через три дня после последнего концерта тура Timeless 2013. Альбом был записан в зале Тони Гарнье в Лионе, Франция.

## Промо
Для продвижения альбома был открыт сайт, на котором доступны отрывки тизера тура. на сайте есть пять отрывков, которые становятся доступными с интервалом в несколько дней: первый — 25 ноября, второй — 29 ноября, третий — 2 декабря, четвёртый — 4 декабря, пятый — 6 декабря. 27 ноября появился 20-секундный трейлер для телевидения. Второго декабря Polydor анонсировал первый сингл с альбома — «Diabolique mon ange», релиз на радио состоялся 4 декабря.

## Список композиций
Альбом вышел на CD, виниле и BluRay-Pure audio (бонус коллекционного издания).
На концертах исполнялись, но в финальный трек-лист альбома не вошли Elle a dit, Et pourtant, Je te dis tout и L’amour n’est rien.

CD 1
1. «Timeless Genesis» — 4:30
2. «À force de…» — 4:24
3. «Comme j’ai mal» — 3:52
4. «C’est une belle journée» — 6:17
5. «Monkey Me» 4:51
6. «Slipping Away (Crier la vie)» (дуэт с Моби) 3:54
7. «Oui mais... non» 4:36
8. «Mad World» (дуэт с Гэри Джулсом) — 3:45
9. «Les mots» (дуэт с Гэри Джулсом) — 5:13
10. «Désenchantée» — 7:43
11. «Bleu Noir» — 4:14
12. «Diabolique mon ange» — 6:53

CD 2
1. «Sans contrefaçon» — 4:41
2. «Je t’aime mélancolie» — 6:35
3. «XXL» — 4:42
4. «À l’ombre» — 5:06
5. «Inséparables» — 4:58
6. «Rêver» — 6:27

Бонус коллекционного издания — видео «Timeless 2013 : bande annonce» — 4:58

## Критика
Французские СМИ отметили «кристальный» звук в альбоме и сильно приглушенные звуки зала. Также некоторые СМИ высказали сожаления о урезанном трек-листе и том, что альбом записали очень поспешно.

## Чарты и сертификации
За первую неделю было продано 71 733 копий альбома. Альбом занял второе место во французском альбомном чарте. Альбом показал лучший результат по продажам во Франции среди живых альбомов в 2013 году (альбомы Johnny Hallyday и Muse за первую неделю продаж разошлись всего в 28 881 и 30 298 копий соответственно). Альбом на первой неделе занял 24 место по продажам в общемировом чарте. На второй неделе продажи альбома составили 35 840 экземпляров. Общий объём продаж альбома за две недели составил 107 573 экземпляра, что является очень хорошим результатом для живого альбома. На второй неделе продаж альбом получил золотую сертификацию в Бельгии. На третьей неделе продажи альбома во Франции составили 22 000 копий. Продажи на четвёртой неделе составили 4 500 копий, общие продажи составили 140 000 копий, что является лучшим результатом среди концертных альбомов, вышедших во Франции в 2013 году.
| Наивысшая позиция | Наивысшая позиция | Наивысшая позиция | Наивысшая позиция | Сертификация во Франции | Сертификация в Бельгии |
| Франция           | Бельгия           | Швейцария         | Россия            | Сертификация во Франции | Сертификация в Бельгии |
| ----------------- | ----------------- | ----------------- | ----------------- | ----------------------- | ---------------------- |
| 2                 | 2                 | 13                | 14(Itunes)        |                         | Золотой                |

## Над альбомом работали
- Лейбл звукозаписи: Polydor
- Выпускающая компания: Stuffed Monkey
- Фото для обложки и буклета: Claude Gassian, Robin, Nathalie Delépine
- Дизайн: Henry Neu / Com' N.B
- Музыканты:

1. Клавишные : Eric Chevalier
2. Гитара: Bernard Gregory Suran Jr / Peter Thorn
3. Бас : Jonathan Button
4. Барабаны : Charles Paxson
5. Бэк-вокал : Estha Divine / Johanna Manchec
6. Музыкальный директор: Иван Кассар
7. Тренер по вокалу: Karen Nimereala